# تپه سرچین
تپه سرچین در شهرستان بوئین‌زهرا، بخش آوج، روستای ایلدرچین واقع شده و این اثر در تاریخ ۱۹ اسفند ۱۳۸۰ با شمارهٔ ثبت ۴۹۲۳ به‌عنوان یکی از آثار ملی ایران به ثبت رسیده است.